# La diosa del aire
La novia del viento, a veces llamado La tormenta es un cuadro pintado por Oskar Kokoschka entre 1913 y 1914. Es una pintura alegórica. Es un autorretrato del artista al lado de Alma Mahler, su amante.
La obra está actualmente en el Museo de Arte de Basilea.
- Datos: Q7720035